# Relativistisk jetstråle
För den icke relativistiska versionen med lägre energi av detta fenomen, se Polär jetstråle.

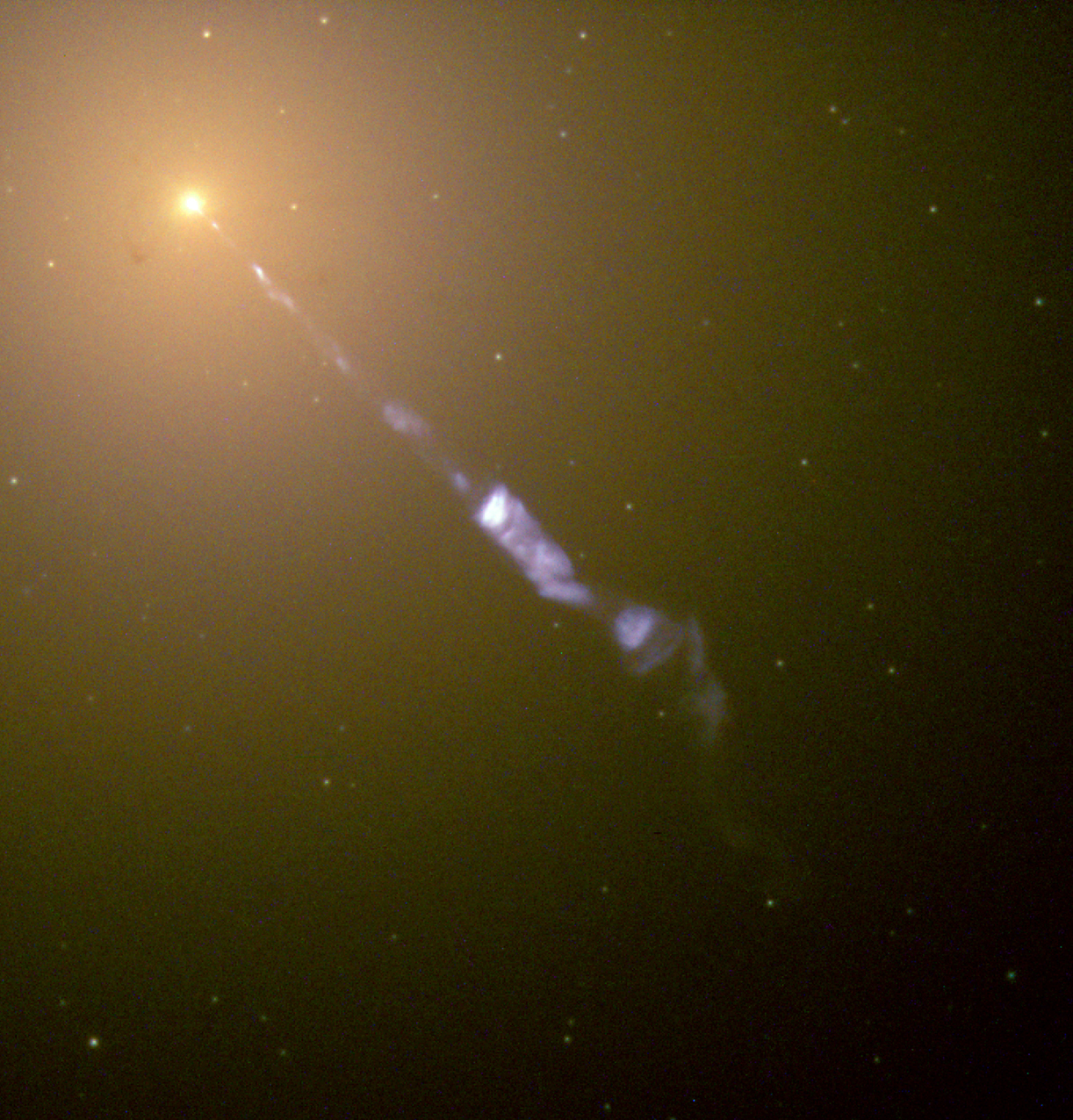
Relativistisk jetstråle från den elliptiska galaxen M87 observerad av Hubbleteleskopet.

En relativistisk jet är en extremt kraftfull jetstråle av plasma som alstras av massiva objekt i centrum av vissa aktiva galaxer, i synnerhet radiogalaxer och kvasarer. Strålens längd kan uppgå till tusentals eller till och med hundratusentals ljusår. 
Det antas att samspel mellan magnetfält i ackretionsskivan kollimerar utflödet längs det centrala objektets rotationsaxel, så att en jet av materia avges i en hastighet nära ljusets, från båda sidorna av ackretionsskivan. Om en jetstråle är riktad mot jorden, så kommer relativistisk strålning att ändra dess skenbara ljusstyrka. Relativistiska jetstrålar tros bestå av en elektriskt neutral blandning av elektroner, positroner och protoner.
Liknande jetstrålar, fast i betydligt mindre skala, kan bildas i ackretionsskivorna hos neutronstjärnor och mindre svarta hål.